# 더트 랠리
《더트 랠리》(Dirt Rally, DiRT Rally로 표기)는 코드마스터즈가 2015년에 윈도우로 발매한 레이싱 시뮬레이션 비디오 게임이다. 2015년 4월 27일 스팀 앞서 해보기로 출시되었으며 12월 7일에 전체 버전이 출시되었다. 페럴 인터랙티브가 개발한 리눅스와 macOS용 버전이 2017년에 출시되었으며, 후속작인 《더트 랠리 2.0》이 2019년 2월에 발매되었다.
《더트 랠리》는 랠리와 랠리크로스를 다룬 레이싱 게임으로, 다양한 기상상황에 놓인 포장도로와 비포장도로를 시간 기록 스테이지로 주행한다. 출시 당시 17대의 차량과 몬테카를로, 포이스와 아르골리스를 배경으로 한 36개 스테이지를 포함하였으며 비동기 멀티플레이를 지원했다. 이후 업데이트를 통해 바움홀더, 잼새와 베름란드를 배경으로 한 스테이지와 랠리크로스, 플레이어 대 플레이어 멀티플레이를 추가하였다. 또한 2015년 7월 FIA 월드 랠리크로스 챔피언십과의 제휴로 리든 힐 레이스 서킷 등 세 곳의 서킷을 추가했다.
《더트 랠리》는 코드마스터즈가 자체적으로 제작한 이고 엔진(Ego engine)을 사용하여 제작되었다. 2012년 《더트: 쇼다운》 출시 이후 소형 팀에서 개발하였으며 2013년 말에 언론에 초기 버전이 공개되었으나 2015년 4월까지 공식 발표되지 않았다.

## 평가
《더트 랠리》는 리뷰 애그리게이터 메타크리틱에서 대체로 긍정적인 평가를 받았다.